# Ostffyasszonyfa
Ostffyasszonyfa (a köznyelvben gyakran csak Offa) község Vas vármegyében, a Celldömölki járásban.

## Fekvése
A Kemenesháton, a Rába (folyó) völgyében, a vele párhuzamosan futó Lánka-patak mellett, a Cser északnyugati pereménél fekszik. Határa, a fekvésének köszönhetően két eltérő arculatú részre tagolódik. A Rába és a Lánka-patak közötti, többnyire lapályos ártéren leginkább rétek, legelők és szántóföldek találhatók; a Rábát sűrű erdősáv, és árvízvédelmi töltések kísérik. A másik, délkeleti határrész itt-ott meredekebb peremekkel szegélyezett, enyhén emelkedő sík felszín, melynek kavicsos talaját erdők borítják, több helyen szántókkal és rétekkel megszakítva.

### Megközelítése
A települést nem szeli át fontosabb közlekedési útvonal; legkönnyebben Celldömölk felől, Kemenesmihályfán keresztül, a 8452-es, vagy Sárvár irányából a 8451-es úton közelíthető meg.
A 86-os és 84-es főút találkozásától mintegy 11 és fél kilométerre keletre fekszik.
Vasútállomása is van, a Székesfehérvár–Szombathely-vasútvonalon, habár a közigazgatási területét semmilyen vasútvonal nem érinti. Ostffyasszonyfa vasútállomás a falutól több mint 6 kilométerre délre található, Sárvár Lánkapuszta nevű külterületi településrésze mellett.

## Története
Ostffyasszonyfa a Kemenes-vidék történelmi emlékekben egyik leggazdagabb települése.
A közeli, verescseri kavicsbánya területén a kora bronzkori időkből származó makói kultúra településének részletei kerültek napvilágra. A bánya környékén kelta telepnyomok is mutatkoztak, sőt, még egy Árpád-kori falu maradványai is előkerültek. A Törökdomb – népi elnevezése ellenére – talán egy őskori temetkezési hely lehetett.
A települést először 1346-ban említették Azzunfalva néven. A közelben folyó Rábán már ekkor egy jelentős rév volt, amelynek a későbbi századok során hadászati jelentősége is lett. Ekkor fahidat készítettek, melynek helyére a 19. században épült vashíd. Miután ez a második világháborúban elpusztult, az 1960-as évek végén építették a jelenlegi hidat (Ragyogó-híd).
A falu első ismert birtokosa Lökös János volt, akit a 14. században fej- és jószágvesztésre ítéltek. Elkobzott birtokait így a kun eredetű Osl nemzetség kapta meg, kiknek leszármazottai lettek az Osttfyak. Rajtuk kívül, elsősorban rokoni kapcsolataik révén később a Csornai, az enyingi Török, a Zichy és a Vidos családok is szereztek itt részeket.
A község nevében az Osttfy előtag egyértelműen korábbi birtokosaira utal, míg az utótag eredetére két magyarázat is van. Az egyik szerint a királyné tulajdona volt, a másik szerint Szűz Mária emlékét őrzi. Ez utóbbit látszik erősíteni egy 1758-as forrás, amely szerint volt itt egy csodatévő Mária-kép, amelyet 1620-ban menekítettek át a Sopron vármegyei Osliba.

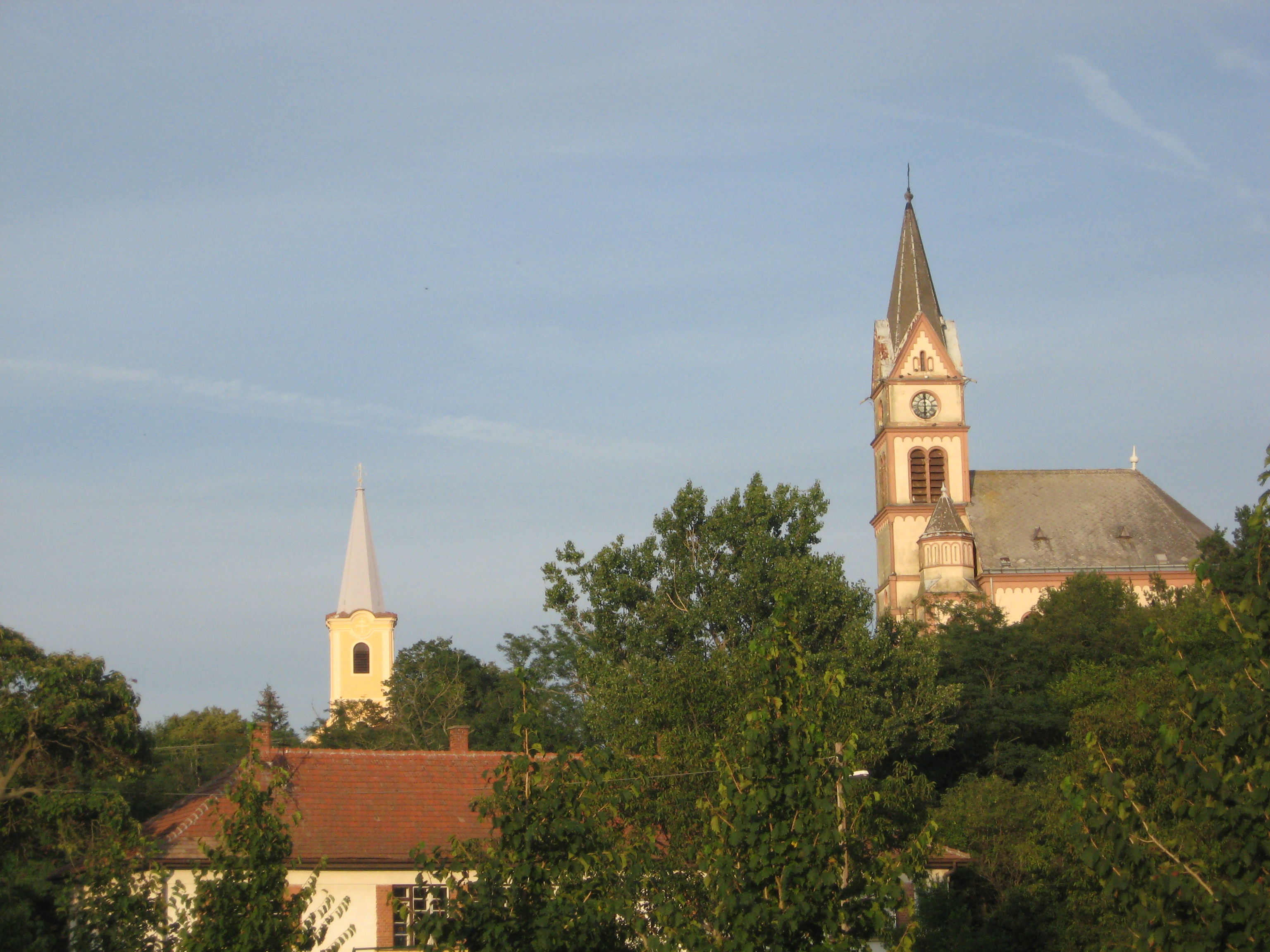
A katolikus és az evangélikus templom tornyai

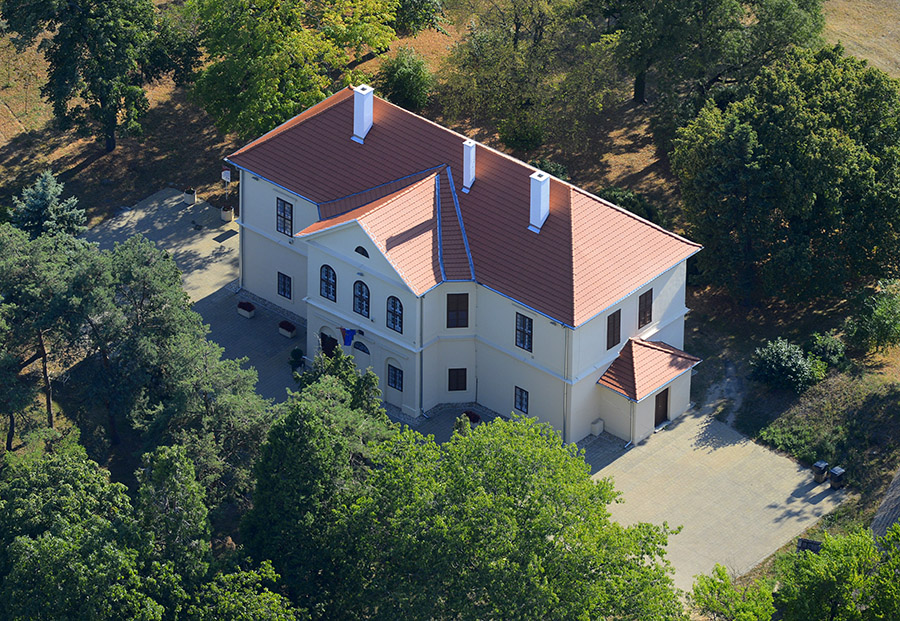
Ostffy-kastély légi felvételen

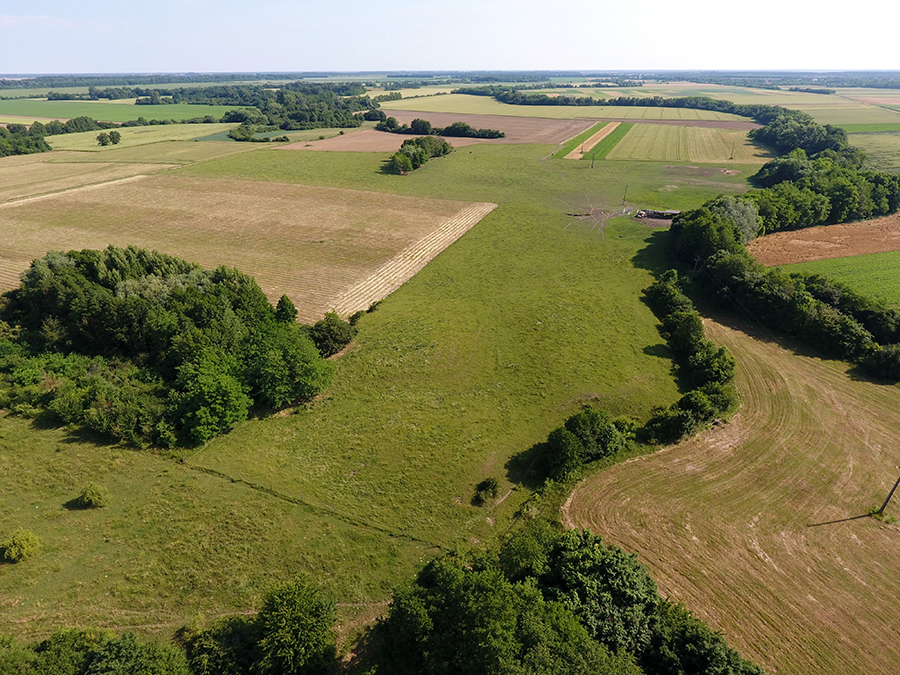
Ostffyasszonyfa, Csonkavár légi fotón

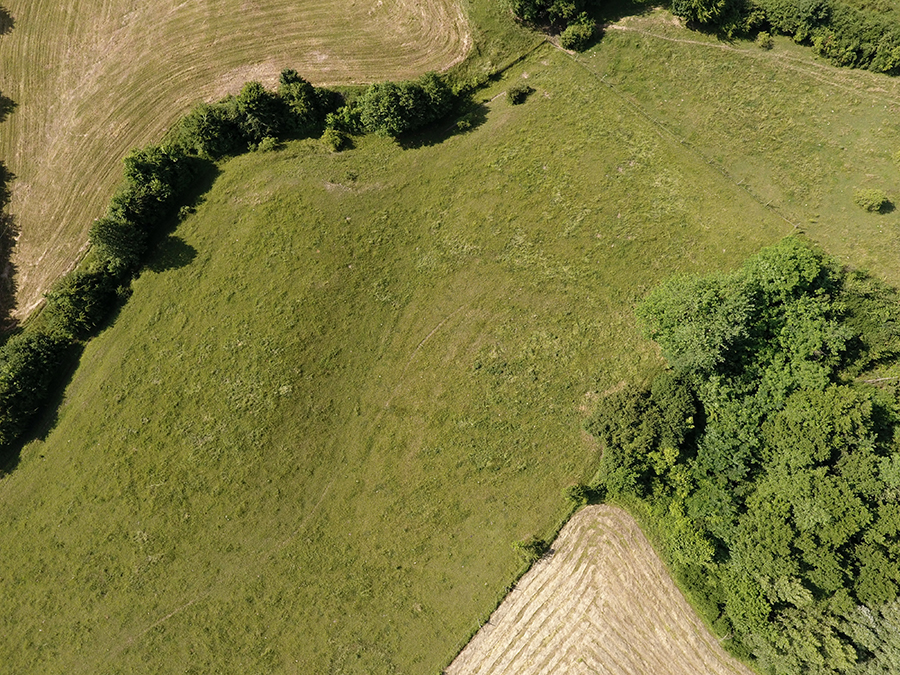
Ostffyasszonyfa, Csonkavár légi felvételen

Ostffyasszonyfának volt egy régi vára, amely 1250 körül épülhetett a Rába és a Lánka-patak mocsaras környéke által védett területen. Ostffy Ferenc idejében a vár neve Kígyókő-vár volt. 1403-ban a várat a Garaiak lerombolták, annak okán, hogy Ostffy Ferenc Zsigmond király ellen lázadt. A ma embere e vár területét Csonkavár néven ismeri. Ostffy Miklós esztergomi nagyprépost kérésére engedte meg V. László király, hogy az Ostffyak a lerombolt kígyókői váruk helyett új várat építhessenek. Ez a vár a Cserdombon épült 1456 táján. (E várhoz kapcsolódik az első iskola létrejötte is 1596 körül.)
1466-ban a Kanizsaiak kifosztották és elvitték az összes itt található oklevelet. Jelentősége azonban megnövekedett a török támadások idején. 1538-ban 10 főnyi állandó őrség védte. Ebben az időben alakították ki érdekes erődítményrendszerét. Ennek lényege az volt, hogy a kastély közelében található templomot is beépítették az egész erődöt körülölelő falba, így az is része lett a várnak. 1571-ben az Ostffy örökösök felosztották maguk között. 1664-ben egy környéket érintő nagyobb török támadást követően került sor az utolsó felújításra, amikor a környékbeli települések jobbágyaival javíttatták ki a falakat.
A vár a 17. században elpusztult, amelynek oka a vallási békétlenség volt. A reformáció felélénkülésekor a földesúr, Ostffy Miklós ugyanis menedéket adott a kor egyik jelentős evangélikus prédikátorának, Szenczi Fekete István püspöknek. Az ő kiadását követelte tőle Kollonich kancellár. Mivel Ostffy erre nem volt hajlandó, Győrből és Pápáról rendeltek ki csapatokat a várkastély elfoglalására. Az uralkodó, I. Lipót parancsára az erősséget 1680-ban felrobbantották, ekkor magának a várúrnak is menekülnie kellett. Ostffy birtokait elkobozták, de azokat az 1681-es soproni országgyűlés határozata alapján visszakapta. A pusztításnak azonban nemcsak a kastély, hanem a templom is áldozatául esett. A romos falak építőanyagát a következő évtizedekben széthordták, ma csak az egykori várkert és a kút, néhány méter várfal és a még feltáratlan kripta maradt meg belőle. A lerombolt templomból annak sekrestyéje, a szentély falainak egy része és a kripta maradt meg. Ezt építtette újjá 1753-ban Vági Mihály kenyeri plébános. Ma ez a templom a katolikus gyülekezet temploma, melyben a keresztelő medencét is az eredeti – szárnyas saslábat ábrázoló – Ostffy-címer díszíti. Sajnos a várral együtt az iskola is elpusztult.
A török csak akkor hódoltatta a falut, amikor Pápát uralmuk alatt tartották, bár időközben többször is kísérletet tettek az adóztatásra.
A fontos utak mentén elhelyezkedő település mezővárosi rangot kapott, amelyet egészen a 19. századig megtartott.
1683-ban Osttfy Miklós a falu határában található Bánta-hegyet átengedte a jobbágyoknak szőlőművelésre. A 12 évi hegyvámmentességet követően a közeli Mihályfa és Sömjén hegytörvényét tette kötelezővé saját birtokán is.
1839 májusától szeptemberéig a faluban élő rokonainál, Salkovics Péter mérnöknél lakott Petőfi (akkor még Petrovics) Sándor. A mérnök és Petőfi apja, Petrovics István közeli rokonok voltak. Salkovics Mihály, a mérnök öccse egy vállalkozásához Petrovics Istvánt kérte fel kezesnek, de mivel a hitelt nem tudta visszafizetni, Petőfi szüleinek minden vagyona elúszott. Mihály ekkor beajánlotta mérnök bátyjához, aki ígéretet tett, hogy vállalja a költő további taníttatását. Így Salkovics Péter mérnök gondoskodott a 16 éves fiúról. Úgy tervezték, hogy két saját gyermekével együtt taníttatja, de talán az ifjúnak a szomszédos Csöngén élő Csáfordi Tóth (Széppataki) Róza iránti, köztudomásúvá lett vonzalma miatt erre nem kerülhetett sor. Együtt töltötte a nyarat másik rokonával, Orlay Petrich Somával is, aki később megfestette portréját. Több verset írt itt, amelyek a későbbi nagy költő szinte első próbálkozásai voltak. Ősszel tovább kellett mennie Sopronba, de a tervezett tanulás helyett katonának állt be. Petőfi emlékét őrzi a Ragyogó-hídon és az egykori Salkovics-házon elhelyezett tábla. Ennek a háznak az udvarán található egy kőasztal, amelyen állítólag verseit írta. A művelődési házban – amely előtt a költő szobra is áll – emlékszobát rendeztek be, amelyben a Petőfi-relikviákon kívül láthatók Berzsenyi Lénárd Olmützben készített börtönrajzai is.
A község 1872-től körjegyzőségi székhely volt.
Az 1848–49-es forradalom és szabadságharc idején Kossuth Lajos szavára Ostffyasszonyfa és a környékbeli falvak egy zászlóalj huszárt állítottak fel. Ostffyasszonyfa neve úgy is be van írva a szabadságharc történetébe, hogy Vidos Márton huszárkapitány és Ostffy Sándor is részt vettek benne.
Az első világháború szomorú emlékhelye az ostffyasszonyfai hadifogoly-temető. A vasútállomással szemben Földvárpuszta területén létesítettek hadifogolytábort 1915-1918. között. A tábor összesen 197 fa barakkjában, fennállásának alig 4 éve alatt összesen 160400 orosz, olasz, román, francia hadifoglyot őriztek. Egyszerre mintegy 30-40 ezer ember fért el. A tábort vízzel, villannyal és csatornákkal is ellátták. Többféle műhelyben dolgozhattak, saját tábori pénzt használhattak a foglyok. Bár önálló, nagyméretű kórháza és jelentős egészségügyi személyzete volt, az időnként kitörő járványoknak több, mint tízezer áldozata fekszik a közeli temetőben. 1918 novemberében feloszlatták a tábort, a hadifoglyok visszatérhettek hazájukba. A tábor szomszédságában létesítettek hadifogoly-temetőt. Hivatalos kimutatás szerint 10600 sír van a temetőben. A tömegsírokon számozott betonkövek jelzik az eltemetettek helyét, az egyes nemzetek sírparcelláin emlékművek vannak és van egy központi emlékoszlop is. Az egykori tábor helyét a mára beerdősült területen már csak néhány nehezen megtalálható betonfal-maradvány őrzi.
Ostffyasszonyfa mai evangélikus temploma 1914-1916 években épült, dr. Ostffy Lajos tervei alapján és anyagi támogatásával, a hívek adományából, mintegy 55 ezer korona összköltséggel. A templom felszentelésére 1917. december 2-án került sor. A község első világháborús emlékművét 1938-ban emelték, amikor a korábbi evangélikus harangtornyot bástyaszerű építménnyé alakították. 1983-ban helyezték el a második világháború áldozatainak emléktábláját. A harmadik oldalon Kocsis József koronaőrnek állítottak emléket.
Ostffyasszonyfa kapcsán meg kell említeni még Derkovits Gyula szombathelyi festőművész édesapját, aki itt született. Czencz János festőművész 1885-ben ugyancsak Ostffysszonyfán született. Neves személyek mellett a magyar korona és a koronázási jelvények is "jártak" Ostffyasszonyfán. Budapestről való elszállításukban, mint koronaőr, Kocsis József, volt ostffyasszonyfai lakos is részt vett. A koronát a Budai Várból először Pannonhalmára, majd Veszprémbe és onnan Kőszegre kellett vinni. Útközben Kocsis József koronaőr Ostffyasszonyfán meglátogatta testvéreit, így járt a korona vándorútján a faluban is.
1997-ben nyílt meg a település határában a Pannónia-Ring, egy 4740 méter hosszú, autós, motoros gyorsasági versenypálya, ami már az első működési évében sok versenyzőt és látogatót vonzott. Márciustól október végéig rendeznek itt versenyeket, edzéseket, főleg nyugati autós és motoros klubok. A létesítmény különböző nemzeti és nemzetközi bajnoki futamoknak is helyt ad.

## Címerének leírása

Ostffyasszonyfa címere

A község a Rába ártér peremén fekszik, egy része az ártérre, más része a Kemeneshátra települt. A címerpajzsot kettéosztó vonal a terület metszetének felszíni alakulatait követi. Bal oldalon a Rába meder látható a víz jelével, jobb oldalon a Cser magasabb, dombos térszintje, kettő között pedig a jellemző talajlépcső.
A vöröskavics stilizált ábrázolása kitölti a címerpajzs alsó részét, ezen nyugszik az egész táj. Az a domb, amelyen a két templom látható, szándékosan követi a magyar szentkorona körvonalait. Van egy szájhagyomány: az, hogy a Szentkorona járt itt a második világháború alatt. A szájhagyomány a korona tiszteletén alapul. Ez az érzés fontosabb számunkra, mint az a tény, hogy valójában volt-e itt, vagy nem. A két templom az épített községnek és az itt élő két gyülekezetnek a szimbóluma. A csillag a reménynek és az állandóságnak a jele. Három csillag látható a címeren. A hármasságnak sok értelme van (Szentháromság, Hit-remény-szeretet, múlt-jelen-jövő, férfi-nő-gyermek). Minden ilyen hármas viszonylat kifejezi az egymásra utaltságot és az egyenrangúságot.
A címerpajzs tetején sasszárny látható, mely szimbólum az Ostffy család címerében is megtalálható volt.
Ostffyasszonyfa régi település. Azzunfalua néven 1346-ban szerepel a neve először oklevélben. A település elöljárósága a 19. században több pecsétet is használt. Egy 1852-ben keltezett iraton kerek alakú pecsétet látunk, melyben az O A F monogram alatt pálmaágak között ekevas és csoroszlya látható.
Az 1857-es községi kataszteri térkép hitelesítő záradékában szereplő ellipszis alakú pecsét közepén kerek pajzsban, kétfarkú, kardot markoló oroszlán áll. A pajzsra helyezett sisakon egy kardot emelő oroszlán, felette O A N C monogram látszik, amely az "Ostffy Asszonyfa Nemes Communitas" rövidítésének felel meg. Ugyanebben az évtizedben használatban van egy kétkörös, OSTFIASSZONYFA köriratú, pálmaágaktól övezett kardot markoló kar felett, koronát ábrázoló pecsét is.
Az 1860-as években ugyanezt a pecsétképet két csillaggal bővítő újabb pecsét is használatban volt a községben.
A rendszerváltozást követően a képviselő-testület új címert készíttetett.

## Közélete

### Polgármesterei
- 1990–1994: Vadász István (független)[3]
- 1994–1998: Vadász István (független)[4]
- 1998–2002: Vadász István (független)[5]
- 2002–2006: Ifj. Gecse József (független)[6]
- 2006–2010: Gecse József (független)[7]
- 2010–2013: Gecse József (Fidesz-KDNP)[8]
- 2013–2014: Mihácsi Szabolcs István (független)[9][10]
- 2014–2019: Mihácsi Szabolcs István (független)[11]
- 2019–2022: Mihátsiné Dózsa Hajnalka (független)[12]
- 2022–2024: Ács Attila (független)[13][14]
- 2024– : Ács Attila (független)[1]

A településen 2013. április 7-én időközi polgármester-választást kellett tartani, mert a korábbi polgármestert, Gecse Józsefet kinevezték a Celldömöki Járási Hivatal vezetőjévé, ez a megbízatás pedig összeférhetetlen volt a polgármesteri tisztséggel.
2022. augusztus 28-án ugyancsak időközi polgármester-választást (és képviselő-testületi választást) kellett tartani a községben, ezúttal azért, mert a korábbi képviselő-testület 2022. május 24-én feloszlatta magát. A választáson az addigi polgármester is elindult, de 20 %-ot alig meghaladó eredményével, három jelölt közül csak a második helyet érte el.

## Népesség
A település népességének változása:
| Lakosok száma | 797  | 779  | 776  | 776  | 751  | 742  | 726  |
|               | 2013 | 2014 | 2015 | 2021 | 2022 | 2023 | 2024 |

A 2011-es népszámlálás során a lakosok 85,6%-a magyarnak, 0,2% németnek, 0,2% románnak, 0,1% cigánynak mondta magát (14,1% nem nyilatkozott; a kettős identitások miatt a végösszeg nagyobb lehet 100%-nál). A vallási megoszlás a következő volt: római katolikus 47,3%, református 1,5%, evangélikus 29,9%, felekezet nélküli 1,9% (19,3% nem nyilatkozott).
2022-ben a lakosság 94,5%-a vallotta magát magyarnak, 0,8% németnek, 0,5% románnak, 0,1% cigánynak, 1,6% egyéb, nem hazai nemzetiségűnek (4,9% nem nyilatkozott; a kettős identitások miatt a végösszeg nagyobb lehet 100%-nál). Vallásuk szerint 42,7% volt római katolikus, 24,6% evangélikus, 0,8% református, 0,4% görög katolikus, 0,3% ortodox, 0,1% izraelita, 0,4% egyéb keresztény, 0,5% egyéb katolikus, 3,5% felekezeten kívüli (26,5% nem válaszolt).

## Nevezetességei
- Petőfi-relikviákat őriz a művelődési házban berendezett emlékszoba: a 16 éves Petőfi Sándor 1839 májusa és szeptembere között a faluban élő rokonánál, Salkovics Péternél vendégeskedett. A költő itt beleszerelmesedett a szomszédos Csöngén élő Csáfordi Tóth Rózába, akihez több verset is írt.
- Pannónia-Ring: az 1997-ben épült autóverseny-pálya osztrák tulajdonú.
- Vörös-kastély
- Ostffy-kastély

## Híres emberek
- Itt született 1834. január 28-án Trsztyenszky Gyula evangélikus esperes-lelkész.